# Повзнер, Лев Александрович
Лев Александрович По́взнер (род. 8 ноября 1939, Москва) — советский и российский художник-нонконформист и поэт.

## Биография
Лев Александрович Повзнер родился в 1939 году в Москве. Его семья не была связана с искусством, однако Лев с детства увлекался рисованием.
Закончил 10 классов в Московской художественной школе.
С 1962 по 1967 гг. учился на художественном отделении Московского полиграфического института. В 1982 г. вступил в Союз художников СССР.
Был в браке со скульптором Валерией Доброхотовой, двое детей. Его сын, Александр Повзнер — известный российский художник и скульптор.

## Творчество
Лев Повзнер работает с живописью и графикой. В своем творчестве он обращается к таким материалам, как карандаш, уголь, тушь, авторучка, масло, акрил, гуашь. Многие его работы выполнены на авторском картоне, холсте или клеёнке. Размер картин художника варьируется от совсем небольших до монументальных полотен 3×4 м.
Во время обучения в Московском полиграфическом институте Лев Повзнер хотел стать художником-иллюстратором, но уже на 3 курсе занялся станковой живописью.
С 1965 года он стал частью московского андерграунда.
С 1967 г. по конец 1978 г. Лев Повзнер, Михаил Рогинский и Евгений Измайлов работали и выставлялись вместе. В 1970-е гг. они создавали небольшие по размерам работы в духе старой европейской живописи. Кроме того, Лев Повзнер работал с темой русского мифа, русского провинциального творчества.
В 1970-е годы Повзнер активно участвовал в подпольных («квартирных») выставках, а также был участником Выставки художников-нонконформистов в Доме культуры ВДНХ в 1975 году.
К концу 1970-х гг. Лев Повзнер формирует свой метод рисования, иконографию. Он выработал принцип стремительного, спонтанного искусства, когда работа создается за короткий промежуток времени от 15 минут до 2 часов.
На протяжении всего творчества художник работает циклами, сериями, которые не предполагают завершения.

## Серии
- «Миф» — 1967—1978 гг.
- «Цирк» — сер. 1980-х — к. 1980-х гг.
- «Ряды» — 1980-е гг. В этой серии художник обращается к принципу написания различных лиц рядами.
- «Поле чудес» — к. 1980-х — нач. 1990-х гг. В основе работ этой серии лежат фотографии и вырезки из газет, по которым Лев Повзнер писал перламутровым акрилом, создавая смешные образы.
- «Спрятанные лица» — эта серия возникла в середине 1990-х гг. Здесь художник использует постмодернистский ход: он создает полимофрное изображение, когда лица складываются из различных элементов[5]. В период 1997—2002 гг. было выполнено 12 работ этой серии. После 2002 г. пишет «Спрятанные лица» среднего и малого размера маслом на холсте. Этот мотив повторяется в работах художника вплоть до настоящего времени.
- «Поле чудес» — с 2010 г. Лев Повзнер выполняет ряд работ на клеёнке. Его серии объединены не идеей, а техникой и периодом исполнения, поэтому названия повторяются.
- «Деревья» — 2015 г.
- «Капризы» — 2015 — 2016 гг.
- «Поле чудес» — 2018 г. — настоящее время.

## Выставки

### Основные персональные выставки
- 2016 — проект «Взаимодействие», Московский Музей Современного Искусства, Москва[6]

- 2004 — Галерея «Сэм Брук», Москва

- 2001 — Галерея «L», Москва

- 1999 — Галерея «Вместе», Москва

- 1998 — Галерея «Сэм Брук», Москва

- 1997 — Галерея «Сегодня», Москва

- 1997 — Галерея «Велта», Москва

- 1992 — Центральный Дом Художника, Москва

- 1991 — Davidson Galleries, Сиэтл, США

### Основные групповые выставки
2014
- «Неясное». Галерея «Ковчег», Москва

- «Разное рисование». Галерея «Здесь», Москва

2006
- «Коллаж в России». Государственный Русский Музей, Санкт-Петербург

- «Ангеларий», Московский Музей Современного Искусства, Москва

2004
- «Мир войны». Музей декоративно-прикладного искусства, Москва

2003
- «Размер имеет значение». Центральный дом художника, Москва

- «Арт-конституция». Московский Музей Современного Искусства, Москва

2002
- «Арт-консультация». Галерея «С.АРТ», Москва

2001
- «Контрэволюция». Музей декоративно-прикладного искусства, Москва

- «Абстракция в России. XX век». Государственный Русский Музей, Санкт-Петербург

1999
- «Герои». Выставочный зал «Новый Манеж», Москва

- «Хотели кока, а съели Кука». Галерея «Сэм Брук», Москва

- «Натюрморт». Галерея «Сэм Брук», Москва

- «Исчезающий пейзаж». Галерея «Вместе», Москва

- «Ассамбляж». Галерея «Вместе», Москва

1998
- «Арт-Москва». ЦВЗ «Манеж», Москва

- «Уроки труда». ЦВЗ «Манеж», Москва

- «Джокер». Галерея «Сэм Брук», Москва

- «Арт-Салон». ЦВЗ «Манеж», Москва

1995
- Аукцион Sotheby's. Москва

- «Русская коллекция». Университет Дьюка, США

- «Карнавал». Центральный Дом Художника, Москва

1994
- «Депозитарий», выставка новых поступлений в фонд Министерства культуры. Выставочный зал «На Солянке», Москва.

- «Арт-Миф 3». ЦВЗ «Манеж», Москва

1992
- «Арт-Миф 2». ЦВЗ «Манеж», Москва

- Аукцион Sotheby's в рамках «Арт-Миф 2»

1991
- «Пройденные пути». Милан, Италия

1990
- «Встреча». Davidson Galleries, Сиэтл, США

1981
- Выставка художников театра и кино. Московский Дом Художника, Москва

1977
- Квартирная выставка. Мастерская Боруха Штейнберга, Москва

1976—1982
- Квартирные выставки. Залы на Малой Грузинской улице, Москва

1975
- Выставка художников-нонконформистов в Доме культуры ВДНХ в 1975 году, Москва